# Wolfgang E. Heinrichs
Wolfgang E. Heinrichs (* 11. Mai 1956 in Gelsenkirchen) ist ein deutscher Historiker und Theologe. Er ist außerplanmäßiger Professor für Neuere Geschichte am historischen Seminar der Bergischen Universität Wuppertal und lehrte bis Sommer 2022 Geschichte und Religion am Freien Christlichen Gymnasium Düsseldorf. Er ist seit 12/22 Mitglied des Schulträgers  „Rheinisch-Bergischer Verein Freie Christliche Schulen e.V.“. Außerdem gehört Heinrichs dem erweiterten Vorstand des „Landesverbandes nordrhein-westfälischer Geschichtslehrerinnen und Geschichtslehrer“ an. Seit März 2023 ist er Vorsitzender der Abteilung Wuppertal des Bergischen Geschichtsvereins. Heinrichs ist Pastor im Bund Freier evangelischer Gemeinden und unterrichtet als Lehrbeauftragter an der Theologischen Hochschule des Bundes Freier evangelischer Gemeinde in Ewersbach-Dietzhölztal sowie an der Evangelistenschule Johanneum in Wuppertal.

## Leben und Wirken
Heinrichs wuchs in Solingen auf. Vom katholischen Glauben konvertierte er zur Freien evangelischen Gemeinde. Er studierte Geschichte an der Bergischen Universität Wuppertal und evangelische Theologie an der Kirchlichen Hochschule Wuppertal. Heinrichs promovierte in Geschichte über das Thema Freikirchen als Ausdruck der Moderne, seine Habilitation verfasste er über das Thema Das Judenbild im Protestantismus. Außerdem absolvierte er das theologische Seminar der Freien evangelischen Gemeinden in Ewersbach und wurde – neben seiner Professur – Pastor. Nach Pastorentätigkeiten in Siegen-Weidenau und Calden wurde er im August 1998 nach Wülfrath berufen. Hier blieb er bis August 2009, als er in den Schuldienst wechselte und eine Lehrerstelle an der privaten Ersatzschule Freies Christliches Gymnasium in Düsseldorf übernahm.
In Anerkennung seiner Verdienste um die Theologie und Geschichte der Freien evangelischen Gemeinden wurde ihm am 13. April 2013 der „Neviandt-Preis“ verliehen.
Seine Forschungsschwerpunkte sind die neuere Sozialgeschichte (mit dem Schwerpunkt Kirchengeschichte), die deutsch-jüdische Geschichte im 19. und 20. Jahrhundert, die Geschichte der Freikirchen sowie die Regionalgeschichte. Daraus folgend sind Heinrichs’ Forschungsprojekte die Situation jüdischer Rückkehrer nach dem Zweiten Weltkrieg in Wuppertal, das Evangelische Lexikon für Theologie und Gemeinde, die Freikirchenforschung sowie die Chronik der Stadt Wülfrath.
Heinrichs gehörte dem Beirat der Abteilung Wuppertal des Bergischen Geschichtsvereins an und wurde im März 2023 zu dessen Vorsitzenden gewählt.
Wolfgang Heinrichs verfasste zahlreiche Artikel im Biographisch-Bibliographischen Kirchenlexikon (BBKL).

## Schriften (Auswahl)
- Freikirchen – eine religiöse Organisationsform der Moderne. Dargestellt anhand der Entstehung und ersten Entwicklung von fünf Freikirchen im frühindustrialisierten Wuppertal. Ein Beitrag zur Mentalitäts- und Organisationgeschichte des Wuppertals. Phil. Diss. Wuppertal 1987; veröffentlicht unter dem Titel: Freikirchen – eine moderne Kirchenform. Entstehung und Entwicklung von fünf Freikirchen im Wuppertal. Köln, Gießen und Wuppertal 1989; 2. Auflage Gießen und Wuppertal 1990.
- Das Judenbild im Protestantismus des Deutschen Kaiserreichs. Ein Beitrag zur Mentalitätsgeschichte des deutschen Bürgertums in der Krise der Moderne. Köln 2000, 2., bearb. Auflage Gießen 2004.
- mit Hartmut Nolte: Wülfrath: Die Sechzigerjahre. Sutton, Erfurt 2013; Die Siebzigerjahre. Sutton, Erfurt 2017;
- zusammen mit Beatrix Burghoff ( Hg.): „Der Tag, an dem ich Engels begegnete...“. Ein Projekt kreativen Schreibens zum 200. Geburtstag von Friedrich Engels. Wuppertal 2021. 251 Seiten mit zahlreichen Abbildungen. 1. Auflage, Wuppertal 2021 (online)
- The Réveil Spreads into the German-Speaking Regions, in: Jean D. Decorvet/ Tim Grass/ Kenneth J. Stewart (Ed.), The Genevan Réveil in International Perspective, Eugene: Pickwick Publications, Oregon 2023, 87–127.

Herausgeberschaften
- mit Wolfgang Dietrich u. a.: Ein Act des Gewissens. Erinnerungen an Hermann Heinrich Grafe (= Geschichte und Theologie der Freien evangelischen Gemeinden, Bd. 1), Witten 1988.
- mit Wolfgang Dietrich u. a.: Ein Act des Gewissens. Dokumente zur Frühgeschichte der Freien evangelischen Gemeinden (= Geschichte und Theologie der Freien evangelischen Gemeinden, Bd. 2), Witten 1988.
- mit Hermann de Buhr: Verlaufsformen säkularer Krisen. Erschütterungen ökonomischer, gesellschaftlicher, kultureller und politischer Strukturen in Spätantike, Spätmittelalter und in der Neuzeit (= Themen und Probleme der Geschichte. Arbeits- und Quellenhefte für die Kollegstufe), Frankfurt am Main 1992.
- mit Hartmut Nolte: Archivbilder Wülfrath. Sutton Verlag, Erfurt 2000, ISBN 3-89702-240-0.
- mit Wilfrid Haubeck und Michael Schröder: Lebenszeichen. Die Tagebücher Hermann Heinrich Grafes in Auszügen. Wuppertal/Witten 2004.
- mit Hartmut Nolte: Lexikon zur Wülfrather Kirchengeschichte, Verlag Traugott Bautz, Nordhausen 2008, ISBN 978-3-88309-454-0.
- mit Hartmut Nolte: Wülfrath – Bilder im Wandel der Zeit.
- Mitherausgeber und Redakteur der Reihe „Theologische Impulse“, Bd. 1, Witten 2000, bis 2023 erschienen 34 Bde.
- Mitherausgeber des Evangelischen Lexikons für Theologie und Gemeinde, R. Brockhaus Verlag.

Unterrichtsreihen:
- Der Deutsche Imperialismus in Afrika, RAABE Unterrichts-Materialien Geschichte Sek. II., 5/2019
- Die Deutsche Frage von Napoleon bis Vormärz, RAABE Unterrichts-Materialien Geschichte Sek. II., 2021  Die Deutsche Frage -Von 1848 – 1871, RAABE Unterrichts-Materialien Geschichte Sek. II., 2022  Vergangenheitspolitik und „Vergangenheitsbewältigung“ – Umgang mit dem Nationalsozialismus in den Besatzungszonen, RAABE Unterrichts-Materialien Geschichte Sek. II., Januar 2024